# Kanton Le Buisson-de-Cadouin
Le Buisson-de-Cadouin is een voormalig kanton van het Franse departement Dordogne. Het kanton maakte deel uit van het arrondissement Bergerac tot het op 22 maart 2015 werd opgeheven en de gemeenten werden opgenomen in het kanton Lalinde.

## Gemeenten
Het kanton Le Buisson-de-Cadouin omvatte de volgende gemeenten:
- Alles-sur-Dordogne
- Badefols-sur-Dordogne
- Bouillac
- Le Buisson-de-Cadouin (hoofdplaats)
- Calès
- Molières
- Pontours
- Urval